# Siège de Compiègne (1414)
Guerre de Cent Ans
Guerre civile entre Armagnacs et Bourguignons
Batailles
Le siège de Compiègne (1414) est un épisode de la Guerre civile entre Armagnacs et Bourguignons durant la Guerre de Cent Ans, où les forces royales sous Charles VI de France et Louis de Guyenne assiègent la ville de Compiègne, tenue par une garnison bourguignonne sous Hugues de Lannoy. Débuté le 31 mars 1414, le siège s’achève le 7 mai 1414 par la capitulation de la ville, qui retourne sous contrôle royal après cinq semaines marquées par des escarmouches, l’usage de l’artillerie et une épidémie dans le camp royal,.

## Contexte
En 1414, la Guerre civile entre Armagnacs et Bourguignons divise la France après l’assassinat de Louis Ier d'Orléans en 1407. Jean sans Peur, duc de Bourgogne, s’oppose aux Armagnacs, partisans de Charles VI de France.
Après avoir été chassé de Paris en 1413, Jean sans Peur fortifie plusieurs villes de Picardie, dont Compiègne, un bastion stratégique en raison de sa position sur l’Oise et de son château royal,. En mars 1414, Charles VI, temporairement lucide, décide de reprendre les places bourguignonnes. 
Une armée royale, dirigée par le roi et son fils Louis de Guyenne, dauphin, se mobilise avec des seigneurs armagnacs, dont Bernard VII d'Armagnac, Arthur de Richemont, Jean II d'Alençon (Valois), Édouard III de Bar et Charles Ier d'Orléans,.

## Déroulement

### Début du siège
Le siège commence le 31 mars 1414, avec une armée royale mobilisé forte d’environ 80 000 hommes pour la campagne militaire (chiffre probablement exagéré), incluant 3 000 hommes d’armes et 1 500 archers sous le commandement d’Arthur de Richemont,. L’armée, portant l’écharpe armagnac, encercle Compiègne, défendue par une garnison bourguignonne sous Hugues de Lannoy, secondé par le sire de Solre Jean Ier de Croÿ, Hector de Saveuse, Philippe de Saveuse, et Lionnel Maldeghen,.

### Hostilités
Dans la nuit du 31 mars, un incendie accidentel, causé par l’imprudence d’un valet, ravage le village et le pont de Soisy, sur la route de Compiègne, suscitant des rumeurs d’attentat contre le roi.
Les assiégés mènent de fréquentes sorties, causant des pertes aux royaux. Le 21 avril, une triple attaque bourguignonne détruit le faubourg Saint-Germain, incluant l’église Saint-Germain, et incendie les faubourgs jusqu’à Royallieu. Ils capturent quatre veuglaires et enclouent la principale pièce d’artillerie royale, surnommée « la Bourgeoise », la rendant inutilisable,. 
Une épidémie, probablement la dysenterie, frappe le camp royal, retardant les opérations. Malgré l’usage d’une artillerie formidable, l’attaque est ralentie par la résistance bourguignonne et les dissensions internes. Hector de Bourbon, bâtard du duc de Bourbon, se distingue par sa bravoure. Le 1er mai, il défie les assiégés en plantant un « mai » devant une porte de la ville, provoquant un combat où son cheval est tué, mais il survit,.

### Négociations
Face à la résistance des assiégés, des négociations débutent. Charles VI, préférant éviter la destruction de Compiègne, envoie deux conseillers, Guillaume Chanteprime et Oudart Gentien, pour sommer la garnison de se rendre. Initialement, les Bourguignons refusent tout dialogue, mais deux habitants, qualifiés de « mauvais sujets », sont envoyés pour vérifier la présence du roi. Charles VI, irrité par leur défiance, menace d’extermination, mais sa clémence prévaut,. 
Les assiégés, affaiblis et sans secours de Jean sans Peur, demandent à capituler. Bernard VII d'Armagnac prône la rigueur, mais le roi accepte une reddition honorable.

### Levée du siège
Le 7 mai 1414, Compiègne capitule. La garnison bourguignonne, menée par Hugues de Lannoy, quitte la ville avec armes et bagages, emportant le butin accumulé lors de leurs courses dans les provinces voisines,. Charles VI entre dans Compiègne le 8 mai, accompagné de la reine et du dauphin, et la ville reste sous contrôle royal jusqu’en 1417,. 

## Conséquences
La reprise de Compiègne renforce temporairement l’autorité royale en Picardie, mais la trêve est fragile. Les tensions entre Armagnacs et Bourguignons persistent, et Compiègne change de mains à plusieurs reprises dans les années suivantes,. La ville, stratégiquement importante, est fortifiée, et Charles VI y installe Charles de Flavy comme gouverneur, qui mènera des actions contre les Bourguignons, notamment à Roye. La campagne militaire se poursuit contre les autres villes notamment Soissons et Arras
Le siège marque également une étape dans l’usage de l’artillerie en France, avec l’emploi de canons, bien que leur efficacité soit limitée par des sabotages comme l’enclouement de « la Bourgeoise ». La destruction du faubourg Saint-Germain et de son église, dont la reconstruction ne commencera qu’à la fin du XVe siècle, témoigne de l’intensité des combats.